# Gråbrødrestræde
Gråbrødrestræde er en kort gade mellem Gråbrødretorv og Klosterstræde i Indre By i København. Gaden er en brolagt gågade, der ligger som en forlængelse af torvet. Den er omgivet af etageejendomme med restauranter og butikker i stueetagerne. Husnumrene er i forlængelse af dem på torvet.
Gaden er opkaldt efter et kloster, der blev opført af franciskanermunke i 1238. De blev kaldt for gråbrødre, fordi de gik i grå kutter. Deres kloster var en firlænget gård, der lå mellem Gråbrødrestræde, Gråbrødretorv og Skindergade. Dertil kom så en række mindre bygninger i området. Klostret smittede af på gadenavnene i området, og navnet Gråbrødrestræde er således også set anvendt om både Klosterstræde, Skindergade og Løvstræde. Ordenen selv var en tiggermunkeorden, der blev respekteret i 1300- og 1400-tallet for streng og nøjsom livsform. I begyndelsen af 1500-tallet svandt respekten imidlertid, da klostret fik for stor præg af velstand. Munkene forlod byen i 1530, og kort efter blev klostret revet ned og grundene udstykket. Enkelte kældre har dog overlevet under senere tiders bygninger.

## Bygninger
Den lysegule treetages hjørneejendom Gråbrødrestræde 18 / Gråbrødretorv 16-16A blev opført af murermester Johan Didrik Backhausen over to omgange. Delen mod torvet blev opført i 1819-1821, mens stykket mod strædet fulgte i 1825. Huset blev ombygget i 1918 under ledelse af Heinrich Hansen. Det blev fredet i 1918. Ved siden af ligger den røde fireetages hjørneejendom Klosterstræde 22. Den blev opført af murermester Johan Didrich Backhausen i 1828 og fredet i 1964. Begge ejendomme har afrundede smigfag på hjørnerne. Smigfag var et krav for nybyggede huse efter Københavns Brand 1795.
På den modsatte side af gaden ligger det gule kompleks Gråbrødretorv 19-21 / Gråbrødrestræde 23 / Klosterstræde 20, der nærmest har form som et spørgsmålstegn. Hjørneejendommen Gråbrødretorv 19-21 blev oprindeligt opført som en treetages ejendom for snedker Bendix Pedersen mellem 1728 og 1733. Den blev beskadiget under Københavns Bombardement i 1807, og ved istandsættelsen året blev den forhøjet til fire etager. En femte etage kom til på et tidspunkt før 1837. Hjørneejendommen Klosterstræde 20 blev opført for R. Hiort Faber i 1813-1816. I 1850'erne blev facaderne bygget om til deres nuværende udseende for at binde komplekset sammen til en helhed. Komplekset blev fredet i 1945.